# Mallada tropicus
Mallada tropicus är en insektsart som först beskrevs av Hagen 1858.  Mallada tropicus ingår i släktet Mallada och familjen guldögonsländor. Inga underarter finns listade i Catalogue of Life.